# Гидротрансформатор
Гидротрансформа́тор (гидродинамический трансформатор) — гидродинамическая передача, преобразующая передаваемый крутящий момент по величине (и иногда по направлению).
Является одним из элементов гидромеханических трансмиссий и гидропередач, в составе которых применяется на транспортных машинах с двигателем внутреннего сгорания от легковых машин до судов. Гидротрансформаторы получили широкое распространение в автомобильной технике, обеспечивая плавное трогание автомобиля с места и уменьшая передачу ударных нагрузок от трансмиссии на вал двигателя. Чаще всего используется с АКП или вариаторами.

## Основные параметры гидротрансформатора
- Активный диаметр — наибольший диаметр рабочей полости. [2]
- Коэффициент трансформации крутящего момента (далее — КТ) — отношение крутящего момента на ведомом звене к крутящему моменту на ведущем звене. [3] 
В информационных материалах о гидротрансформаторе обычно упоминается максимально возможное значение коэффициента трансформации, хотя при работе гидротрансформатора его КТ на разных режимах работы разный.
- Передаточное отношение — отношение частоты вращения ведомого звена к частоте вращения ведущего звена (всегда меньше единицы). [4]

## Принцип действия
Любой гидротрансформатор состоит из:
- осевого лопастного насоса, жёстко связанного с корпусом гидротрансформатора. Насос обеспечивает движение жидкости;
- турбины, жёстко соединённой с ведомым валом. Турбина вращается под действием потока жидкости от насоса;
- так называемого статора (реактора, направляющего аппарата) — специальной крыльчатки, установленной на пути жидкости непосредственно на выходе из турбины. Статор закреплён на обгонной муфте (муфте свободного хода), позволяющей ему свободно вращаться только в одну сторону (в ту же, в какую вращается турбина).
При работе гидротрансформатора жидкость разгоняется насосным колесом и движется по сложной траектории, которую можно разделить на две простые составляющие: относительную (скорость направлена радиально от оси к периферии насосного колеса и от периферии к оси турбинного колеса), переносную (вращение вместе с насосным и турбинным колёсами). В зависимости от соотношения этих составляющих гидротрансформатор может работать на разных режимах.
Различают три режима работы гидротрансформатора:
- Режим трансформации крутящего момента. Соотношение переносной и относительной скоростей потока, выходящего с турбинного колеса, такое, что абсолютная скорость направлена на вогнутую поверхность лопаток реактора. На реакторе создаётся крутящий момент, стремящийся провернуть его в сторону заклинивания муфты свободного хода. Реактор оказывается неподвижным. При этом лопатки реактора разворачивают относительную составляющую потока с турбинного колеса так, что его кинетическая энергия добавляется к кинетической энергии переносного движения, что создаёт увеличенный крутящий момент на турбинном колесе. Частный случай — стоп-режим, когда неподвижно и турбинное колесо. При этом в потоке, выходящем с турбинного колеса, практически отсутствует переносная составляющая. При увеличении частоты вращения турбинного колеса возрастает центробежная сила, препятствующая перемещению потока с периферии к оси турбинного колеса. Кинетическая энергия относительной составляющей потока, выходящего с турбинного колеса, уменьшается. При этом уменьшается коэффициент трансформации. Когда он становится близок к единице, гидротрансформатор переходит в режим гидромуфты.
- Режим гидромуфты. Соотношение относительной и переносной составляющих становится таким, что абсолютная скорость потока, выходящего с турбинного колеса, направлена на выпуклую поверхность лопаток реактора. При этом создаётся крутящий момент, проворачивающий реактор в направлении расклинивания муфты свободного хода. Реактор вращается вместе с турбинным колесом и не изменяет направления относительной составляющей потока. Крутящий момент с насосного колеса на турбинное передаётся без изменения.
- Режим блокировки. Система управления подаёт сигнал на блокировку фрикционной муфты гидротрансформатора. Насосное и турбинное колеса жёстко соединяются и вращаются как одно целое. У потока жидкости при этом отсутствует относительная составляющая.

Описание принципа работы гидротрансформатора можно посмотреть в этом видео Как работает гидротрансформатор автоматической коробки передач?.

## Устройство
Все детали собраны в общем корпусе. Корпус гидротрансформатора как правило, крепится на приводном диске, который в свою очередь крепится к коленвалу двигателя машины. Хотя, бывают и исключения. Например, в трансмиссиях автобуса ЛиАЗ-677 и трактора ДТ-175С передача крутящего момента от двигателя к гидротрансформатору происходит через карданный вал. Гидротрансформатор наполнен маслом, которое активно перемешивается при его работе.
Насосное колесо жёстко связано с корпусом гидротрансформатора, при вращении вала двигателя оно создаёт внутри гидротрансформатора поток масла, который вращает колесо статора (реактора) и турбину.
Конструктивным отличием гидротрансформатора от гидромуфты является наличие статора (реактора). Статор установлен на обгонной муфте. При значительной разнице оборотов насоса и турбины статор (реактор) автоматически блокируется и передаёт на насосное колесо больший объём жидкости. Благодаря статору (реактору) происходит увеличение крутящего момента до трёх раз при старте с места.
Турбина жёстко связана с валом АКП.
Благодаря тому, что передача крутящего момента внутри гидротрансформатора происходит без жёсткой кинематической связи, исключаются ударные нагрузки на трансмиссию и автомобиль приобретает большую плавность хода. Негативным эффектом гидротрансформатора является «проскальзывание» турбинного колеса по отношению к насосному — это приводит к повышенному выделению тепла (в некоторых режимах гидротрансформатор может выделять больше тепла, чем сам двигатель) и увеличению расхода топлива.

### Блокировка гидротрансформатора
Для повышения топливной экономичности в конструкцию современных гидротрансформаторов вводится механизм блокировки, позволяющий жёстко связать насос и турбину. При заблокированном гидротрансформаторе АКП работает в режиме жёсткой кинематической связи двигателя и трансмиссии аналогично МКП. В электронно-управляемых АКП момент включения блокировки определяет компьютер, поэтому она может быть включена практически в любой момент согласно управляющей программе.
АКП, произведённые в XX веке, включали блокировку гидротрансформатора только при достижении достаточно большой скорости (более 70 км/ч). Современные АКП включают блокировку гидротрансформатора с достаточно низких скоростей (от 20 км/ч), что позволяет экономить топливо не только при движении по шоссе, но и при городской эксплуатации автомобиля. Также блокировка гидротрансформатора применяется, подобно МКПП, для торможения двигателем. В этом случае подача топлива в двигатель прекращается на время блокировки, вал двигателя вращается за счёт движения автомобиля. На тракторах блокировка гидротрансформатора используется для запуска двигателя трактора «с толкача» либо когда трактор работает в стационарном режиме.
Хотя блокировка гидротрансформатора приносит ощутимую экономию топлива, она имеет некоторые недостатки:
- прямая кинематическая связь способствует передаче ударных нагрузок между двигателем и трансмиссией;
- частое включение блокировки приводит к износу фрикционов АКП;
- загрязнение масла АКП продуктами износа фрикционов блокировки;
- ухудшение плавности хода при переключении передач АКП.

## Применение
Гидротрансформаторы широко используются на транспорте: от легковых автомобилей и лёгких вилочных погрузчиков до сверхтяжёлых специальных грузовых шасси. Чаще всего работают с планетарными коробками передач, хотя встречаются и сочетания с обычными двух- и трёхвальными конструкциями. Популярность снабжённых гидротрансформатором машин в зависимости от региона может очень сильно различаться. Так, на конец XX века в Западной Европе около 20 % легковых автомобилей имели гидротрансформатор. Подавляющее большинство гидротрансмиссий средней и большой мощности в Европе разработано и строится фирмой Voith в Германии.
В то же время в США их доля составляла порядка 80 %. В последние годы из легкового автомобилестроения гидротрансформаторы вытесняются автоматизированными или «роботизированными» механическими коробками передач.
В СССР, а позднее в СНГ использовались в гидродинамических трансмиссиях автомобилей «Волга», «Чайка» и «ЗИЛ», многоцелевых тягачах «МЗКТ» и «КЗКТ», семействе «БелАЗ», автобусах «ЛАЗ-695Ж» и «ЛиАЗ-677», на тракторах «ДТ-175С» и «Т-330» и на ряде маневровых тепловозов (ТГМ3, ТГМ6, ТГК2) и магистральных локомотивов — ТГ102, ТГ16, ТГ22. Кроме того, гидротрансформаторы используются в трансмиссиях некоторых типов подъёмных кранов и экскаваторов с канатным приводом рабочих органов, в приводах рудничных и карьерных ленточных конвейеров. Также гидротрансформаторы устанавливались в привод гребных винтов самого мощного в СССР речного буксира-толкача «Маршал Блюхер», что позволяло двигателям теплохода-гиганта эффективно работать на малых скоростях без применения гребных винтов регулируемого шага (реализация которых на речных судах весьма затруднительна).

## Двухмашинный гидротрансформатор
В системах объёмного гидропривода встречаются агрегаты, носящие название гидравлических трансформаторов, но не имеющие по конструкции ничего общего с гидродинамическими трансформаторами. Пример — агрегат НС53, стоящий на самолёте Ан-124 «Руслан» и некоторых других, состоит из двух одинаковых гидромашин (мотор-насосов) с общим валом, каждая из которых подключена к своей автономной гидросистеме. В какой из систем больше давление — машина той системы вращает вал и передаёт механическую энергию другой машине, которая создаёт давление в своей системе. Такая конструкция позволяет передавать энергию из системы в систему без обмена жидкостью, что при разгерметизации или загрязнении одной гидросистемы исключает отказ другой. На самолётах Airbus и Суперджет-100 аналогичный агрегат называется power transfer unit (PTU), а звуки, сопровождающие его работу, напоминающие звук дисковой пилы или лай собаки (последнее наблюдается в процессе запуска двигателей), часто пугают пассажиров. В нормальном режиме полета при исправном самолёте агрегат PTU обычно бездействует.

## Обучающее видео
- Принцип работы АКПП обучающее видео, рассказано в том числе и о гидротрансформаторе